# 暖鼠屬
暖鼠屬（学名：Thalpomys），哺乳綱、囓齒目、倉鼠科的一屬，而與暖鼠屬（暖鼠）同科的動物尚有南美嶺鼠屬（金嶺鼠）、美洲攀鼠屬（稽攀鼠）、稻水鼠屬（哈氏稻水鼠）、棉鼠屬（棕棉鼠）等之數種哺乳動物。

## 下属物种
本属包括以下物种：
- Thalpomys cerradensis Hershkovitz, 1990
- Thalpomys lasiotis Thomas, 1916